# بويان جيفانوفيتش
بويان جيفانوفيتش هو لاعب كرة قدم صربي في مركز الدفاع، ولد في 27 يونيو 1989 في سميديريفو في صربيا. لعب مع نادي سميديريفو ‏.